# 중국이 세상을 지배하는 그날
《중국이 세상을 지배하는 그날》(영어: Death by China: Confronging the Dragon - A Global Call to Action)은 2011년에 피터 나바로와 그렉 오트리가 공저한 책이다. 나바로는 이 책을 통해 중국이 국제적으로 엽기적인 만행과 범죄 행각을 자행했다고 지적했다. 또한 나바로는 이 책을 토대로 다큐멘터리 영화를 제작하여 넷플릭스에서 대중적으로 인기를 모았다.

## 주요 내용
피터 나바로는 중국 공산당이 불법 무역 보조정책과 환율 조작으로 미국시장에 엄청난 손해를 끼쳤다고 주장한다. 이러한 불공정하고 불평등한 경쟁으로 약 57,000개의 기업이 문을 닫고 중국으로 이전하였다고 주장한다. 이 책의 서문은 1989년 텐안먼 사건에서 활동했던 탕 바이퀴오가 썼다.

## 번역서
- 《중국이 세상을 지배하는 그날》 (2012년 3월 5일, 지식갤러리)[1]